# Marathon van Amsterdam 1976

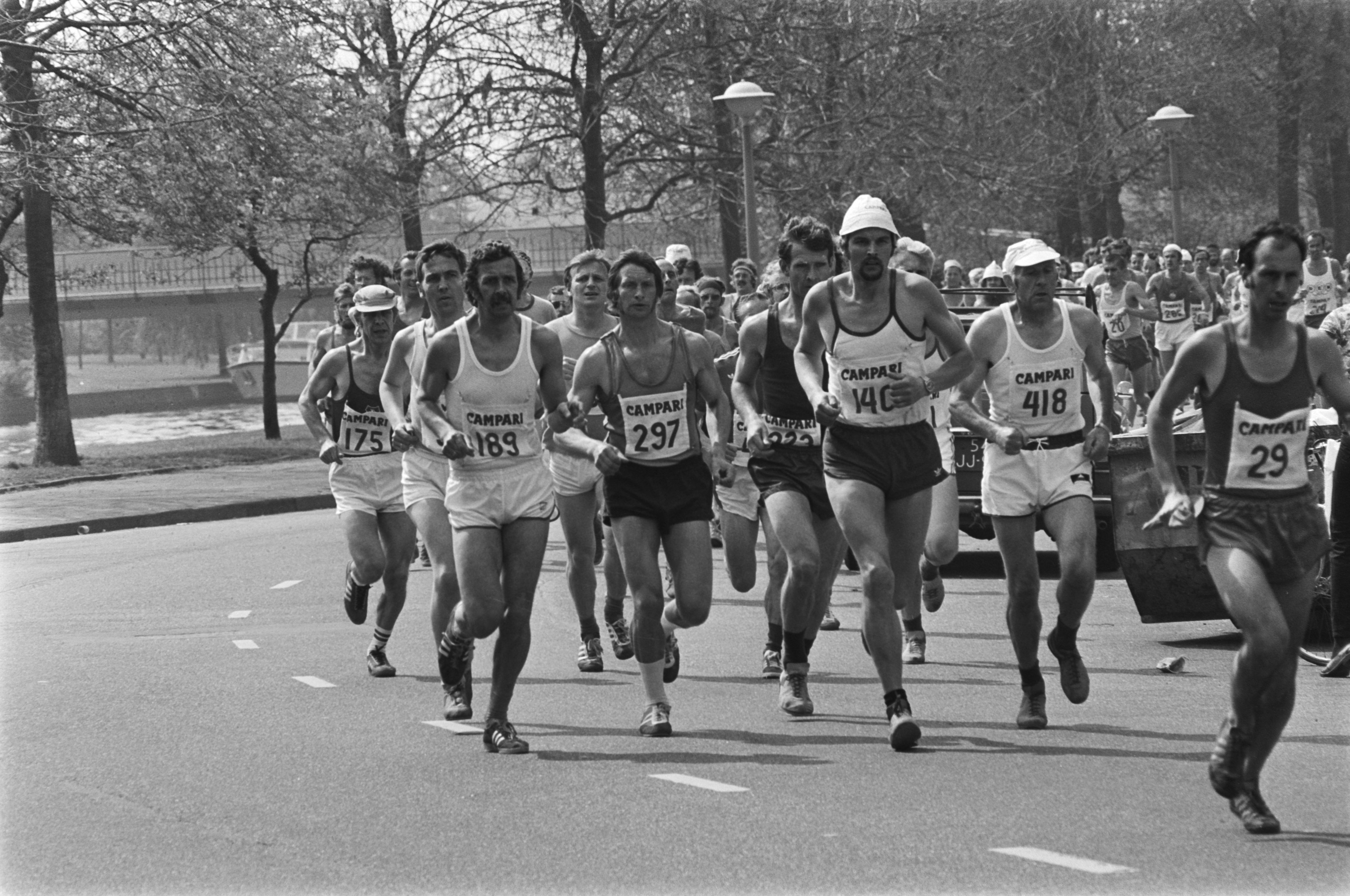
Lopers onderweg

De marathon van Amsterdam 1976 werd gelopen op zaterdag 8 mei 1976. Het was de tweede editie van deze marathon.
De Belg Karel Lismont kwam als eerste over de streep in 2:18.48. De wedstrijd bij de vrouwen werd gewonnen door de Nederlandse Corrie Konings in 3:24.31.
De eerst aankomende Nederlander bij de mannen was Ko van der Weijden. Hij werd met een tijd van 2:31.33 vijfde. Aangezien de wedstrijd ook dienstdeed als Nederlands kampioenschap marathon, won hij hiermee de nationale titel op de klassieke afstand.
De winnaar van het jaar ervoor, Jørgen Jensen, kon niet deelnemen doordat hij bij een auto-ongeluk gewond was geraakt.

## Uitslagen

### Mannen
| rang   | naam               | land | tijd    |
| ------ | ------------------ | ---- | ------- |
| Goud   | Karel Lismont      | BEL  | 2:18.48 |
| Zilver | Goeran Bengtsson   | SWE  | 2:20.58 |
| Brons  | José Reveyn        | BEL  | 2:24.18 |
| 4      | Thorbjoern Larsen  | NOR  | 2:29.19 |
| 5      | Ko van der Weijden | NED  | 2:31.33 |
| 6      | Wies van Houten    | NED  | 2:33.01 |
| 7      | Rob Strik          | NED  | 2:33.51 |
| 8      | Henry Olsen        | NED  | 2:34.27 |
| 9      | Peter Kooi         | NED  | 2:34.50 |
| 10     | Herman Kromhout    | NED  | 2:36.11 |

### Vrouwen
| rang | naam           | land | tijd    |
| ---- | -------------- | ---- | ------- |
| Goud | Corrie Konings | NED  | 3:24.31 |

1975 ·
1976 ·
1977 ·
1978 ·
1979 ·
1980 ·
1981 ·
1982 ·
1983 ·
1984 ·
1985 ·
1986 ·
1987 ·
1988 ·
1989 ·
1990 ·
1991 ·
1992 ·
1993 ·
1994 ·
1995 ·
1996 ·
1997 ·
1998 ·
1999 ·
2000 ·
2001 ·
2002 ·
2003 ·
2004 ·
2005 ·
2006 ·
2007 ·
2008 ·
2009 ·
2010 ·
2011 ·
2012 ·
2013 ·
2014 ·
2015 ·
2016 ·
2017 ·
2018 ·
2019 ·
2020 ·
2021 ·
2022 ·
2023 ·
2024 ·
2025